# Iraki
Els Iraki o Hajji foren una dinastia autonoma de l'Iraq Ajamita en la zona en disputa entre els kara koyunlu i els timúrides.
El seu origen fou l'amir Shaykh Hajji Muhammad Iraki, que era un dels comandants regionals del príncep Muhammad Umar ibn Mihran Shah, que probablement operava a la zona de Daylam, Tarom i Zanjan. Muhammad Umar fou enderrocat pel seu germà Abu Bakr (de fet les pròpies tropes de Muhammad Umar es vanpassar a Abu Bakr) i Hajji Iraki també va passar a les ordres d'Abu Bakr, però va actuar de manera independent. Quan Abu Bakr estava assetjant Esfahan (vers maig de 1406) Hajji Iraki va atacar Sultaniya. Abu Bakr va deixar el setge, però no li va caldre anar fins a Sultaniya doncs quan va arribar a Derguzin ja Xaikh Hajji Iraki va abandonar el setge i se’n va anar cap a Tarom al Daylam, prop de Zanjan.
El juny de 1407 Hajji Iraki fou assassinat per Xukr Allah Jamal al-Din Ilgaz, Berdi Beg i Xir Xah Taromi. Abu Bakr que era a Kuruk Arghun va anar via Sajas fins a Guzel; allí va esperar entre un i dos mesos a veure com evolucionava la situació i finalment va arribar a Sultaniya i va concedir al principal autor de l'assassinat, Ilgaz, el honor de baixar-li la ma i el va nomenar visir (en recompensa per lliurar-lo d'aquest enemic). El fill de Hajji Iraki, Baba Hajji, va declarar la seva lleialtat a Abu Bakr.
Però quan aquest fou derotat pels kara koyunlu el 19 d'abril en un lloc anomenat Sardrud, a 8 km al sud de Tabriz, i Abu Bakr va decidir marxar cap al Khurasan, Baba Hajji va desertar. En realitat sembla que fou mes per tèmor que per deslleialtat; una por justificada en el fet que la família havia estat qui havia executat a l'amir Jahan Xah en revenja perquè aquest havia matat a un membre de la família, i la família de Jahan Xah era una de les més poderoses i influents del Khurasan, Es va dirigir amb els seus homes cap a Hamadan i va intentar establir allí un poder regional enfrontat als kara koyunlu.
El 1413 Kara Yusuf va saquejar les seves terres i Baba Hajji es va sotmetre i se li va permetre restar en possessió de la comarca d'Hamadan (segurament sense la ciutat). El 1414 Xah Rukh va considerar Hamadan dins dels seus territoris i va concedir el seu govern (amb Nihawand, Burudjird i Luristan) al seu net Baykara. En tot cas si aquest realment la va posseir, no fou per molt de temps, ja que el 1415 es va revoltar i fou derrotat, perdent el seu govern. Xah Rukh considerava a Baba Hajji un dels seus però Baba estava obligat també amb Kara Yusuf.
El 1420 Xah Rukh el va convocar per la campanya de l'Azerbaidjan d'aquell any i no es va presentar, segons els historiadors per la por per la venjança de sang de Jahan Xah que poguessin exercir els descendents de Jaku Barles. Això fou considerat una rebel·lió. La mort de Kara Yusuf va netejar el camí de Xah Rukh que va enviar al seu net Baysunkur a retornar a Baba a l'obediència. Baysunkur li va donar garanties de seguretat i li va prometre ampliar el seu territori de govern i es va sotmetre, sent perdonat per Xah Rukh.
En endavant Baba Hajji va restar vassall de Xah Rukh i a la segona campanya d'aquest el 1429 hi va enviar tropes. El 1433, Xah Muhammad, fill de Kara Yusuf, va atacar Hamadan però el turcman fou derrotat i mort en la lluita (5 d'agost de 1433). A la tercera campanya de l'Azerbaidjan, Baba Hajji també hi va participar amb eficacia i va rebre honors i compensacions. Va morir el 1437/1438 (841 de l'hègira) i el va succeir el seu fill Hajji Husayn.
Quan Sultan Muhammad ibn Baysunkur fou nomenat governador del nord de l'Iraq Ajamita el 1443, Hajji Husayn, que estava fent campanya a Gilan seguint instruccions de Xah Rukh, es va negar a reconèixer la seva autoritat. Sultan Muhammad va enviar uns amirs a negociar però Hajji Husayn els va fer presoners i els va guardar com a ostatges. Finalment el 1445 es va veure obligat a atacar Hamadan; va derrotar l'exèrcit d'Hajji Husayn i quan aquest va intentar retirar-se cap al darrere de les muralles de la ciutat, la població local es va autorganitzar amb fletxes i pedres i li van impedir l'entrada. Va caure presoner de Sultan Muhammad que el va entregar als fills d'un home (un parent) al que havia matat. La fermesa de Sultan Muhammad va incitar a altres caps locals a sotmetre's. Xah Rukh va reprotxar a Sultan Muhammad haver matat a un vassall la familia del qual havia servit molt i molt be als Gurigan (Timúrides) i li va dir que l'havia d'haver enviat a Herat o almenys consultar-ho.